# Mick Makker
Mick Makker, född 5 februari 1993 i Blaricum, är en nederländsk roddare.

## Karriär
Under 2022 var Makker en del av Nederländernas lag som tog silver i åtta med styrman vid både EM i München och VM i Račice. Under 2023 var han en del av Nederländernas lag i åtta med styrman som tog brons vid EM i Bled och silver vid VM i Belgrad.
Vid olympiska sommarspelen 2024 i Paris var Makker en del av Nederländernas lag som tog silver i åtta med styrman. Vid EM 2025 i Plovdiv var han en del av Nederländernas lag som tog silver i åtta med styrman.